# Pierre Dardot
Pierre Dardot (né le 28 octobre 1952) est un philosophe et universitaire français. Il a écrit de nombreux ouvrages avec le sociologue Christian Laval sur le néolibéralisme et la thématique du Commun.

## Parcours et axes de recherches
Pierre Dardot obtient l'agrégation de philosophie en 1980 et soutient en 1988 un doctorat de philosophie à l'Université Paris-X Nanterre sous la direction de Jacques Bidet : La question du commencement de la science chez Hegel et Marx.
Il fonde et anime depuis 2004 le groupe d'études et de recherches « Questions Marx » avec Christian Laval, qui engendrera leur ouvrage publié en 2009 : La Nouvelle raison du monde. Essai sur la société néolibérale,.
Depuis, Pierre Dardot et Christian Laval ont notamment consacré une longue étude à Karl Marx et un important travail sur le Commun

## Publications
- Sauver Marx ? Empire, multitude, travail immatériel, avec Christian Laval et El Mouhoub Mouhoud, Paris, éditions La Découverte, 2007, 258 p.  (ISBN 978-2-7071-5131-5)
- La nouvelle raison du monde, avec Christian Laval, Paris, éditions La Découverte, 2009, 504 p. ; rééd. 2010[6]  (ISBN 978-2-7071-5682-2)
- Marx, prénom : Karl, avec Christian Laval, Paris, Gallimard, coll. « Essais », 2012, 809 p.  (ISBN 978-2-07-012264-6)
- Commun. Essai sur la révolution au XXIe siècle, avec Christian Laval, Paris, éditions La Découverte, 2014, 592 p. ; rééd. 2015  (ISBN 978-2-7071-6938-9)
- Ce cauchemar qui n'en finit pas. Comment le néolibéralisme défait la démocratie, avec Christian Laval, Paris, éditions La Découverte, 2016, 247 p.  (ISBN 978-2-7071-8852-6)
- L’ombre d’Octobre. La Révolution russe et le spectre des soviets, avec Christian Laval, Montréal, Lux éditeur, coll. « Humanités », 2017, 294 p.  (ISBN 978-2-89596-267-0)
- Dominer. Enquête sur la souveraineté de l'État en Occident, avec Christian Laval, éditions La Découverte, 2020, 736 p.  (ISBN 978-2348042140).
- Le choix de la guerre civile. Une autre histoire du néolibéralisme, avec Haut Guéguen, Christian Laval, Pierre Sauvêtre, Lux éditeur, 2021, coll."Futur proche", 299 p.  (ISBN 978-2-89596-378-3)
- La mémoire du futur. Chili 2019-2022, Lux éditeur, 2023, 295 p.  (ISBN 978-2-89833-069-8) .
- Instituer les mondes. Pour une cosmopolitique des communs, avec Christian Laval, éditions La Découverte, 2025, 776 p.  (ISBN 978-2-348-05998-8)